# Longitarsus pygmaeus
Longitarsus pygmaeus är en skalbaggsart som beskrevs av Horn 1889. Longitarsus pygmaeus ingår i släktet Longitarsus och familjen bladbaggar. Inga underarter finns listade i Catalogue of Life.